# Elsa Wagner
Pour les articles homonymes, voir Wagner.
Elsa Wagner (née Elisabeth Karoline Auguste Wagner le 24 janvier 1881 à Reval, Empire russe, aujourd'hui Tallinn, Estonie ; morte le 17 août 1975 à Berlin) fut une actrice allemande.

## Filmographie partielle
- 1916 : Das wandernde Licht de Robert Wiene
- 1919 : Anita Jo de Dimitri Buchowetzki
- 1920 : Le Cabinet du docteur Caligari de Robert Wiene
- 1920 : Satanas de Friedrich Wilhelm Murnau
- 1920 : Die Nacht der Königin Isabeau de Robert Wiene
- 1923 : I.N.R.I. de Robert Wiene
- 1928 : Luther – Ein Film der deutschen Reformation d'Hans Kyser
- 1929 : Manolesco, prince des sleepings (Manolescu, der König der Hochstapler) de Victor Tourjanski
- 1931 : Les Treize Malles de monsieur O. F. (Die Koffer des Herrn O.F.) d'Alexis Granowsky
- 1932 : Die elf Schill'schen Offiziere  de Rudolf Meinert
- 1931 : Das Lied vom Leben d'Alexis Granowsky
- 1935 : Les Cent Jours de Napoléon (Hundert Tage) de Franz Wenzler
- 1936 : Die Entführung de Géza von Bolváry
- 1942 : L'Implacable Destin de Paul Verhoeven
- 1947 : Wozzeck de Georg C. Klaren
- 1947 : Kein Platz für Liebe de Hans Deppe
- 1959 : La Rage de vivre (Verbrechen nach Schulschluß) d'Alfred Vohrer
- 1960 : Quand les fantômes s'amusent (Das Spukschloß im Spessart) de Kurt Hoffmann
- 1964 : Émile et les Détectives de Peter Tewksbury

## Sources de la traduction
- (de) Cet article est partiellement ou en totalité issu de l’article de Wikipédia en allemand intitulé « Elsa Wagner » (voir la liste des auteurs).